# Iris Love
Iris Cornelia Love (* 1. August 1933 in New York; † 17. April 2020 ebenda) war eine US-amerikanische Klassische Archäologin. Sie wurde vor allem durch die Entdeckung des sogenannten Aphrodite-Heiligtums von Knidos bekannt.

## Leben
Iris Love ist die Tochter von Audrey Josephthal und Cornelius Love und mütterlicherseits eine Ururenkelin von Meyer Guggenheim.
Sie interessierte sich schon früh für Archäologie und Kunstgeschichte, gefördert durch Wissenschaftlerinnen und Wissenschaftler, die häufige Gäste in ihrem Elternhaus waren, darunter James Rorimer, den Direktor des Metropolitan Museum of Art, und die Archäologin Gisela M. A. Richter, die über Jahrzehnte in der Antikenabteilung des MET arbeitete und dieser lange Zeit als Kuratorin vorstand.
Love studierte am Smith College, wo sie ihren Bachelor-Abschluss machte. Während ihres Studienaufenthaltes an der Universität Florenz war sie durch Vergleiche der etruskischen Kriegerfiguren im Museo archeologico nazionale di Firenze mit denen im Metropolitan Museum of Art zu dem Schluss gelangt, dass letztere Fälschungen sein mussten. Sie schrieb daraufhin ihre Bachelor-Arbeit über diese Figuren und begründete darin ihre Vermutung, zögerte aber, sie zu veröffentlichen. Dies tat sie vor allem aus Respekt vor James Rorimer und G. M. A. Richter, die die Figuren erforscht hatte und von ihrer Echtheit überzeugt war. 1960 entschloss sich Love schließlich doch zu einer Veröffentlichung. Sie warnte das Metropolitan Museum vor, welches ihr jedoch knapp zuvorkam und der New York Times die Stücke als Fälschungen bekanntgab, ohne Loves Arbeit anzuerkennen.
Nach ihrem Abschluss ging Iris Love an die New York University, wo sie für ihre Doktorarbeit zu recherchieren begann, die sie allerdings nie abschloss. Von 1957 bis 1965 arbeitete sie auf der Ausgrabung des New York University Institute of Fine Arts auf der Insel Samothrake und wurde Mitte der 1960er Jahre Assistant Professor am C. W. Post College der privaten Long Island University.
1966 reiste sie mit der türkischen Archäologin Aşkıdil Akarca per Schiff nach Knidos, das sie sehr beeindruckte. Sie kehrte an die Long Island University zurück und warb Fördergelder für eine Ausgrabungskampagne in Knidos im kommenden Jahr ein. Nach dem Erfolg ihrer ersten eigenen Grabungskampagne gelang es ihr, weitere Gelder einzuwerben und von da an jedes Jahr weitere Teile der antiken Stadt zu erforschen. 1969 entdeckte ihr Team ein Fundament, das Love für die Reste des Tempels der Aphrodite hielt. 1970 sah sie ihre Vermutung durch Inschriftenfunde bestätigt (mittlerweile wird diese Deutung allerdings bezweifelt). Die Entdeckung, die sie 1970 auf der Jahrestagung des Archaeological Institute of America vorstellte, erregte internationale Medienaufmerksamkeit. Die Grabungsstätte wurde von vielen berühmten Gästen besucht, mit denen Love persönlich in Kontakt stand, darunter Mick und Bianca Jagger, was zusätzliche Aufmerksamkeit erzeugte, ihr aber auch die Kritik eintrug, die Ausgrabung zum privaten Urlaubsort umzufunktionieren.
1970 war Love in eine weitere kontroverse Forschungsdiskussion verwickelt, da sie glaubte, den Originalkopf der Aphrodite von Knidos des Praxiteles in den Depots des British Museum gefunden zu haben, was sie selbst als eine der spektakulärsten Entdeckungen der Geschichte der antiken Kunst bezeichnete. Diese Deutung (sowie der damit implizierte Vorwurf, das Meisterwerk bis dahin übersehen zu haben) wurde von Bernard Ashmole, dem Kurator der griechisch-römischen Sammlung, vehement bestritten. Der öffentliche Disput zwischen Iris Love und Mitarbeitern des Museums fand Beachtung in der Tagespresse. Love konzentrierte sich in den folgenden Jahren der Ausgrabung auf die Suche nach der Statue. Dazu ließ sie zahlreiche tiefe Suchgräben anlegen, die bis heute das Gelände des antiken Knidos prägen.
Nachdem die türkische Regierung ihr die Forschungslizenz für Knidos entzogen hatte, nahm Love mehrere neue Forschungsprojekte auf, unter anderem in Ancona und am Golf von Neapel, wo sie vorwiegend nach weiteren Aphrodite-Heiligtümern suchte.
Später zog Iris Love sich aus der Archäologie zurück. Sie kehrte nach längeren Aufenthalten in Griechenland und Italien nach New York zurück, wo sie viele Jahre lang mit der bekannten Boulevard-Journalistin Liz Smith zusammenlebte und sich dem Züchten von Dackeln widmete, wofür sie mehrere Preise gewann. Am 17. April 2020 starb Love während der COVID-19-Pandemie in den Vereinigten Staaten an den Folgen einer SARS-CoV-2-Infektion.

## Schriften
- A stylistic discussion concerning the authenticity of the three Etruscan warriors in the Metropolitan Museum of Art. In: Marsyas. Studies in the history of art. Nr. 9, 1960–1961, S. 14–35.
- Kantharos or Karchesion? A Samothracian contribution. In: Lucy Freeman Sandler (Hrsg.): Essays in memory of Karl Lehmann. New York 1964, S. 204–222.
- Knidos-excavations in 1967. In: Türk arkeoloji dergisi. Nr. 16,2, 1967, S. 133–140.
- Knidos-excavations in 1968. In: Türk arkeoloji dergisi. Nr. 17,2, 1968, S. 123–141.
- A preliminary report of the excavations at Knidos, 1969. In: American Journal of Archaeology. Nr. 74, 1970, 149–155.
- Preliminary report of the excavations at Knidos, 1970. In: American Journal of Archaeology. Nr. 76, 1972, S. 61–76.
- A preliminary report of the excavations at Knidos, 1971. In: American Journal of Archaeology. Nr. 76, 1972, S. 393–405.
- Excavations at Knidos, 1971. In: Türk arkeoloji dergisi. Nr. 20,2, 1973, S. 97–109.
- Excavations at Knidos 1972. In: Türk arkeoloji dergisi. Nr. 21,2, 1974, S. 85–96.
- A preliminary report of the excavations at Knidos, 1972. In: American Journal of Archaeology. Nr. 77, 1973, S. 413–424.
- A brief summary of excavations at Knidos 1967–1973. In: Ekrem Akurgal (Hrsg.): The proceedings of the Xth International Congress of Classical Archaeology, Ankara – Izmir 23.–30.IX.1973. Türk Tarih Kurumu, Ankara 1978, S. 1111–1133.
- Ophiuchus Collection. Florenz 1989, ISBN 88-7038-174-9.